# Карпов, Борис Григорьевич
Бори́с Григо́рьевич Ка́рпов (13 октября 1870 года, с. Вече Опочецкого уезда Псковской губернии — 26 января 1940 года, Москва) — русский и советский учёный; доктор химических наук, профессор; один из авторов труда «Россия: полное географическое описание нашего отечества», ученик Вернадского, первым выявил содержание урана в образцах, собранных в России.

## Биография
Борис Григорьевич Карпов родился 13 октября 1870 года в селе Вече Опочецкого уезда Псковской губернии. Он — внук друзей Пушкина баронов Вревских.
- Окончил Санкт-Петербургский университет.
- 1897 год — поступил в Геологический Комитет (позднее это Всероссийский НИИ им. Карпинского).
  - Занимался исследованиями минеральных руд.
  - Его исследования платины, а также коренных месторождений вместе с работами в области методики анализа являются его наиболее крупным вкладом в науку.
- 1935 год — переехал в Москву вместе с Институтом общей и неорганической химии (ВНИИ им. Н. С. Курнакова);
  - Работал руководителем геологической лаборатории.

Борис Григорьевич скончался 26 января 1940 года в Москве. Урна с прахом захоронена в колумбарии Донского кладбища.

## Публикации
- «Россия : полное географическое описание нашего отечества : настольная и дорожная книга для русских людей» : т. 1-19 / под редакцией В. П. Семёнова и под общим руководством П. П. Семенова, вице-пред. Имп. Русского геогр. о-ва и проф. В. И. Ламанского, пред. Отд-ния этнографии Имп. Русского геогр. о-ва; [предисл.: Вениамин Семенов]. — Санкт-Петербург : издание А. Ф. Девриена, 1899—1914. — 11 т. ; 24 см. — // С 5-го т.: под ред. В. П. Семенова-Тян-Шанского и под общ. руководством П. П. Семенова-Тян-Шанского и акад. В. И. Ламанского. // Тома 4, 8, 10-13, 15, 17 не выходили . // I. Семенов-Тян-Шанский, Петр Петрович (1827—1914). II. Семенов-Тян-Шанский, Вениамин Петрович (1870—1942). III. Ламанский, Владимир Иванович (1833—1914). 1. Россия — География. 2. Россия — История. // «Россия. Т. 7. Малороссия»[4] // Авторы: Семёнов-Тян-Шанский Вениамин Петрович, Карпов Борис Григорьевич, Пора-Леонович Александр Яковлевич, Виноградов Ф. А., Семёнов-Тян-Шанский Пётр Петрович, Ламанский Владимир Иванович.